# Peritassa dulcis
Peritassa dulcis là một loài thực vật có hoa trong họ Dây gối. Loài này được (Benth.) Miers mô tả khoa học đầu tiên năm 1872.